# Conducător
Conducător är ett rumänskt ord som betyder ’ledare’. Det var en informell titel använd av bland andra Rumäniens diktator Ion Antonescu 1940–1944 och Nicolae Ceaușescu 1965–1989. Den motsvarar i stort sett det tyska Führer och italienska duce.